# Матышево (станция)
Матышево — железнодорожная станция Юго-Восточной железной дороги на линии Балашов I — Петров Вал. Станция расположена в пристанционном посёлке Матышево, в 4 км к северу от села Матышева. Открыта в 1894 году в связи со строительством железнодорожной ветки Тамбов — Камышин Рязано-Уральской железной дороги.
До революции являлась довольно крупным хлеботорговым пунктом, здесь проводились еженедельные базары и два раза в год ярмарки: 25 февраля и 25 апреля, на которых преобладающими предметами торговли служат пшеница и рогатый скот. Скупаемая здесь пшеница большею частью вывозилась на мельницу торгового дома «Э. И. Борель» при станции Медведица..   
По состоянию на 2024 год по станции проходит один пассажирский поезд 379/380 Москва-Камышин-Москва.